# Byhleguhre-Byhlen
Byhleguhre-Byhlen är en kommun och ort i Landkreis Dahme-Spreewald i förbundslandet Brandenburg i Tyskland. Kommunen bildades den 26 oktober 2003 genom en sammanslagning av de tidigare kommunerna Byhleguhre och Byhlen. och ingår i kommunförbundet Amt Lieberose/Oberspreewald.